# Šárecké údolí
Šárecké údolí je úzké údolí Šáreckého potoka v Praze na území Liboce, Vokovic a Dejvic. Má několik částí:
- Divoká Šárka – část od Džbánu se skalnatým kaňonem a níže podél okružní cesty ke kempu Džbán, v oblasti stejnojmenné přírodní rezervace[1][2]
- Tichá Šárka – část u PP Vizerky nad Jenerálkou[1][2]
- Horní Šárka – část od Jenerálky pod PP Zlatnice[1][2]
- Dolní Šárka – dolní část v okolí PP Dolní Šárka, přibližně od kostela sv. Matěje po Břetislavku (Podbabu)[1][2]

Převážná část údolí je chráněna jako přírodní park Šárka-Lysolaje, některé lokality jsou vyhlášeny přírodními rezervacemi a přírodními památkami. Velká část spadající do Liboce i Vokovic je chráněna též jako kulturní památka Šárecké hradiště, z toho část i jako národní kulturní památka. Horní část Šáreckého údolí po Jenerálku má charakter přírodního městského parku pro pěší a cyklisty, dolní část je tvořena ulicí V Šáreckém údolí lemovanou původně vilovou zástavbou. Na Jenerálce protíná údolí Horoměřická ulice (silnice), která spojuje Bořislavku s Horoměřicemi a odbočkou s Nebušicemi.

## Turismus
Šáreckým údolím vedou turistické značené trasy 0043 (okružní), 1010 z Dolní Šárky k Matěji, 3012 z Hanspaulky na Alšovu vyhlídku, 6014 z Nebušic na Jenerálku a 6168 z Dolní Liboce do Purkrabského háje. Cyklisté mohou využít cyklostezky A17, A33, A34, A163, A166, 0077 a 0078.